# Hidróxido de ferro(II)
O hidróxido de ferro (II) ou hidróxido ferroso é um composto Insolúvel, de coloração branca. Traços de oxigênio são suficientes para torná-lo esverdeado. O processo de oxidação é rápido, também podendo gerar produtos de coloração marrom, conforme o teor de ferro (III). É o principal composto para a formação da laterita solo lixiviado, típico do cerrado brasileiro.  
Uma das formas de obtenção do composto é através da reação entre sulfato de ferro(II) e íons hidroxila, conforme a equação abaixo.  
FeSO4 + 2OH− → Fe(OH)2 + SO42−
O hidróxido de ferro (II) também tem sido investigado como um agente para a remoção de iões de selenato tóxico e selenito de sistemas de água, tais como as zonas úmidas. O hidróxido de ferro (II) reduz estes iões de selênio elementar, que são insolúveis em água e precipita para fora.

## Uso medicinal
O hidróxido de ferro, no tratamento da anemia por deficiência de ferro, tem os seguintes efeitos: 
- Melhora da capacidade funcional e da qualidade de vida; mas dependendo de alguns casos terminais não faz tanto efeito.
- Redução da morbi-mortalidade na Insuficiência Renal Crônica;
- Otimização da dose de eritropoetina.
- Medicação classificada na gestação como fator de risco C (significa que risco para o bebê não pode ser descartado, mas um benefício potencial pode ser maior que os riscos);
- Contra-indicado em casos de hipersensibilidade (alergia) a ferro, hemocromatose, talassemia, anemia falciforme, anemia hemolítica e anemia associada a leucemias;
- Efeitos adversos locais incluem dor no local de administração, alteração da coloração da pele, inflamação local com linfadenomegalias (inguas) inguinais, dor em quadrantes inferiores abdominais;
- Toxicidade sistêmica ocorre em 0,5 a 0,8% dos casos e inclui reações que ocorrem logo após a injeção como cefaléia, dores ósteo-musculares, hemólise, taquicardia, calorões, náuseas, vômitos, broncoespasmo com dispnéia (falta de ar), hipotensão, tonturas e colapso circulatório (reações mais comuns com uso intravenoso do que intramuscular);
- Reações tardias (em relação com a administração) incluem tonturas, síncope, febre, calafrios, vermelhidão cutânea, urticária, dores pelo corpo, encefalopatia, convulsões, linfadenopatia generalizada, reação leucemóide;
- Reação anafilactóide grave com óbito pode ocorrer uma para cada 4 milhões de doses administradas;